# Saint-Victor-de-Chrétienville
Saint-Victor-de-Chrétienville – miejscowość i gmina we Francji, w regionie Normandia, w departamencie Eure.
Według danych na rok 1990 gminę zamieszkiwało 346 osób, a gęstość zaludnienia wynosiła 60 osób/km² (wśród 1421 gmin Górnej Normandii Saint-Victor-de-Chrétienville plasuje się na 574. miejscu pod względem liczby ludności, natomiast pod względem powierzchni na miejscu 628.).